# Rocca Massima
Rocca Massima é uma comuna italiana da região do Lácio, província de Latina, com cerca de 1.104 habitantes. Estende-se por uma área de 18 km², tendo uma densidade populacional de 61 hab/km². Faz fronteira com Artena (RM), Colleferro (RM), Cori, Segni (RM).

## Demografia
| Variação demográfica do município entre 1861 e 2011                               |
|                                                                                   |
| Fonte: Istituto Nazionale di Statistica (ISTAT) - Elaboração gráfica da Wikipedia |